# KIG IND
Kig ind (stiliseret som KIG IND) var et dansk billedugeblad, der blev udgivet af Aller Media i perioden 1997-2015.[kilde mangler]
Bladet blev lanceret som Allers svar på Her & Nu, som konkurrenten Egmont sendte på gaden tidligere samme år. Med en pris på 10 kr. var Her & Nu og Kig ind væsentligt billigere end Allers to øvrige billedugeblade, Billed-Bladet og SE og HØR. Siden steg prisen på samtlige blade, og prisen på Kig ind var til sidst 16 kroner.[kilde mangler] Kig ind ændrede i de sidste år sin linje og skiftede fokus til mode, glamour og gossip – med stor vægt på Hollywood-stjerner.
Kig ind udkom i 2007 i 68.354 eksemplarer,[kilde mangler] men læstes af 284.000 i 2. halvår 2007.
Annemette Krakau var bladets chefredaktør fra 1998 til 2006. Herefter fulgte Michael Hansen og senere Katrine Memborg som chefredaktør for Kig ind.
I dag er Niels Pinborg chefredaktør.
Sidste udgave af Kig ind udkom d. 30. september 2015.